# Eri Sakamoto
Eri Sakamoto –en japonés: 坂本襟, Sakamoto Eri– (2 de julio de 1980) es una deportista japonesa que compitió en lucha libre. Ganó una medalla de bronce en el Campeonato Mundial de Lucha de 2006 y una medalla de plata en el Campeonato Asiático de Lucha de 2005.

## Palmarés internacional
| Campeonato Mundial  | Campeonato Mundial | Campeonato Mundial | Campeonato Mundial |
| Año                 | Lugar              | Medalla            | Categoría          |
| ------------------- | ------------------ | ------------------ | ------------------ |
| 2006                | Cantón (China)     | Medalla de bronce  | 67 kg              |
| Campeonato Asiático |                    |                    |                    |
| Año                 | Lugar              | Medalla            | Categoría          |
| 2005                | Wuhan (China)      | Medalla de plata   | 67 kg              |